# 全日本パリピ選手権
全日本パリピ選手権とは無料インターネットテレビ局AbemaTVにて2018年5月30日から毎週水曜日に放送されているレギュラー番組。チャンネルはSPECIALチャンネル。放送時間は毎週水曜日の22:00〜23:00。

## 概要
全日本パリピ選手権は、全国各地から所謂“パリピ”を集め、各チームに分けて（1チーム4〜5名）飲み会での女の子楽しませ術を競い合う競技である。
競技内容はいたってシンプルで、制限時間内に女の子をより楽しませた方が勝ち。話術と、パリピとしてのセンスがぶつかり合う内容になっている。
出場チームが実際に女の子と飲み会を行う「競技フロア」と、MCやゲストがモニターでその様子を見守る「メインフロア」に分かれており、メインフロアでは複数の審査員が出場者の行動を審査項目に沿って点数化していく。
審査項目は「第一印象」「自己紹介」「乾杯」「ミニゲーム」の4つ。それぞれ25点満点で審査される。
2018年5月から開始されている地方予選は大阪、名古屋、福岡、東京の4都市で開催されている。各予選を勝ち抜いた者は、2018年秋に行われるグランドチャンピオン大会で戦うこととなる。見届け人は田村淳。
大阪大会の様子は2018年5月30日〜2018年6月20日までAbemaTVにて毎週水曜日に放送された。続く名古屋大会は2018年6月27日から、同じくAbemaTVにて毎週水曜日に放送される。

## 沿革
前身となる同シリーズとして『神風永遠軍団に勝ったら300万円〜全日本パリピ飲み会選手権2017〜』(2017年8月19日放送)、『全日本女子パリピ選手権』(2018年5月12日放送)がある。この2つの特番がきっかけとなり、『全日本パリピ選手権』として地方を巻き込んだ形で、AbemaTV内でレギュラー化した。

## 地区予選

### 大阪予選
MCはパンサー。解説は入江慎也（カラテカ）。審査員は小川菜摘、山田菜々、岸明日香の3名。
第1回戦 第1試合
AbemaTVにて5月30日(水)に放送された。（『全国四都市行脚 全日本パリピ選手権in大阪#1』）
デリバリーパリピ軍団 vs アイテム１００連発軍団。アイテム１００連発軍団が勝利。
第1回戦 第2試合
AbemaTVにて6月6日(水)に放送された。（『全国四都市行脚 全日本パリピ選手権in大阪#2）
大阪よしもと芸人軍団 vs 大阪ホスト軍団。大阪ホスト軍団が勝利。
第1回戦 第3試合
AbemaTVにて6月13日(水)に放送された。（『全国四都市行脚 全日本パリピ選手権in大阪#3』）
アイドルパリピ軍団 vs 熱狂トラバカ軍団。アイドルパリピ軍団が勝利。
決勝戦
AbemaTVにて6月20日(水)に放送された。（『【大阪1のパリピは誰だ!?】全国4都市行脚 全日本パリピ選手権 in大阪 決勝戦』）
アイドルパリピ軍団が優勝。

### 名古屋予選
MCは引き続きパンサー。解説は入江慎也（カラテカ）。審査員はバービー、福田彩乃、大場美奈の3名。見届け人は田村淳。名古屋のスタジオゲストは関取花。
第1回戦 第1試合
AbemaTVにて6月27日(水)に放送された。（『全国四都市行脚 全日本パリピ選手権in名古屋#1』）
名古屋ローカル芸人軍団 vs 元祖パリピセレブ軍団。元祖パリピセレブ軍団が勝利。
第1回戦 第2試合
AbemaTVにて7月4日(水)に放送された。（『全国四都市行脚 全日本パリピ選手権in名古屋#2』）
名古屋クラバー軍団 vs エロメン軍団。名古屋クラバー軍団が勝利。

### 福岡予選
7月25日から8月15日に配信。

### 東京予選
8月22日から9月12日に配信。

### 東京決勝戦
2018年9月19日

## 音楽

### 主題歌
- DA PUMP「U.S.A.」[4]

## スタッフ
- プロデューサー：片野正大[5]